# Zwiartów
Zwiartów – wieś w Polsce położona w województwie lubelskim, w powiecie tomaszowskim, w gminie Krynice.
W latach 1975–1998 miejscowość administracyjnie należała do województwa zamojskiego.
Wieś jest sołectwem w gminie Krynice. Według Narodowego Spisu Powszechnego z roku 2011 wieś liczyła 430 mieszkańców.
Wierni Kościoła rzymskokatolickiego należą do parafii Wniebowzięcia Najświętszej Maryi Panny w Dzierążni.

## Części wsi
| SIMC    | Nazwa      | Rodzaj    |
| ------- | ---------- | --------- |
| 0892100 | Folwark    | część wsi |
| 0892116 | Garb       | część wsi |
| 0892122 | Stara Wieś | część wsi |

## Historia
Wieś z rodowodem w wieku XV. Przez około 100 lat w posiadaniu rodziny Zwiartowskich, w roku 1449 należała do braci Jana i Mikołaja Zwiartowskich, zaś w 1524 roku do Andrzeja Zwiartowskiego. Spis poborowy z roku 1564 odnotował w Zwiartowie 3¾ łana (to jest ok. 63 ha) gruntów uprawnych.
W XVIII stuleciu posesorami wsi była rodzina Debolich, w roku 1846 jej dziedzicem był Stanisław Deboli. Natomiast w około 1880 r. należała do Edwarda Makomaskiego. Ten ostatni wybudował tu fabrykę mielenia kości. W 1880 r. wieś liczyła 80 domów oraz 378 mieszkańców, w tym 8 Żydów.
Według spisu powszechnego z r. 1921 było tu 114 domów oraz 681 mieszkańców, w tym 4 Żydów i 1 Ukrainiec.